# Bogusław Wąs
Bogusław Wąs (ur. 18 lutego 1952 w Czajęczycach) – polski elektromechanik, poseł na Sejm X kadencji.

## Życiorys
Ukończył Technikum Elektroenergetyczne w 1974 roku, uzyskując tytuł zawodowy technika elektromechanika. W 1969 podjął pracę w Dolnośląskich Zakładach Wytwórczych Maszyn Elektrycznych „Dolmel” we Wrocławiu. W latach 1980–1981 należał do Niezależnego Samorządnego Związku Zawodowego „Solidarność”.
W 1979 wstąpił do Polskiej Zjednoczonej Partii Robotniczej, wchodził w skład komitetu wojewódzkiego partii we Wrocławiu. Z ramienia PZPR pełnił funkcję radnego Wojewódzkiej Rady Narodowej w tym mieście, od 1984 do 1990 był przewodniczącym Komisji Przemysłu, Drobnej Wytwórczości, Usług i Rzemiosła. W 1989 uzyskał mandat posła na Sejm kontraktowy z okręgu fabrycznego. Na koniec kadencji należał do Parlamentarnego Klubu Lewicy Demokratycznej. W trakcie pracy w parlamencie zasiadał w Komisji Handlu i Usług, Komisji Systemu Gospodarczego i Polityki Przemysłowej oraz w Komisji Nadzwyczajnej do rozpatrzenia projektu ustawy o podwyższeniu w 1989 roku wynagrodzeń za pracę w związku ze zmianami cen detalicznych towarów i usług konsumpcyjnych.
Odznaczony Srebrnym (1986) i Brązowym (1979) Krzyżem Zasługi.